# Transports en commun de Saint-Gilles-Croix-de-Vie
Gillo'bus est le service de transport en commun de la ville de Saint-Gilles-Croix-de-Vie en Vendée. Le réseau est géré par la commune et est exploité par la société Voyages Nombalais.

## Lignes du réseau

### Présentation
L'offre du Gillo'bus se compose de deux minibus effectuant chacun un sens sur une boucle en partance de la gare SNCF. Ces deux lignes (A et B) couvrent l'ensemble du territoire communal (quartiers Croix-de-Vie et Saint-Gilles, la plage, les centres commerciaux...). Les bus circulent en journée continue (sauf jours fériés), à raison de 12 rotations par jour : de septembre à juin, les mardis, mercredis et samedis et en juillet/août, du lundi au samedi .
Les Voyages Nombalais assurent l'exploitation du réseau, à la suite d'un appel d'offres lancé par la commune.
Ce service a été inauguré le 20 décembre 2014 et, après plusieurs mois de test, a subi quelques modifications à la suite des demandes des élus.
À partir du 1er juillet 2020, les navettes desservent un arrêt au multiplexe aquatique intercommunal situé sur la commune de Saint-Hilaire-de-Riez, uniquement l'après-midi et toute l'année.

### Lignes urbaines
| Ligne | Caractéristiques | Caractéristiques                        | Caractéristiques                        | Caractéristiques                        | Caractéristiques                        | Caractéristiques                        | Caractéristiques                         | Caractéristiques                        | Caractéristiques                        |
| A     | Gillo'bus A | Gillo'bus A                             | Gillo'bus A                             | Gillo'bus A                             | Gillo'bus A                             | Gillo'bus A                             | Gillo'bus A                              | Gillo'bus A                             | Gillo'bus A                             |
| A     | Gare SNCF ⥋ Rue piétonne (sens horaire) | Gare SNCF ⥋ Rue piétonne (sens horaire) | Gare SNCF ⥋ Rue piétonne (sens horaire) | Gare SNCF ⥋ Rue piétonne (sens horaire) | Gare SNCF ⥋ Rue piétonne (sens horaire) | Gare SNCF ⥋ Rue piétonne (sens horaire) | Gare SNCF ⥋ Rue piétonne (sens horaire)  | Gare SNCF ⥋ Rue piétonne (sens horaire) | Gare SNCF ⥋ Rue piétonne (sens horaire) |
| ----- | --- | --------------------------------------- | --------------------------------------- | --------------------------------------- | --------------------------------------- | --------------------------------------- | ---------------------------------------- | --------------------------------------- | --------------------------------------- |
| A     | Ouverture / Fermeture 20 décembre 2014 / — | Longueur —                              | Durée 1 h 11 min                        | Nb. d’arrêts 36                         | Matériel Minibus                        | Jours de fonctionnement Ma, Me, S       | Jour / Soir / Nuit / Fêtes O / N / N / N | Voy. / an —                             | Exploitant Voyages Nombalais            |
| A     | Desserte : - Villes et Lieux desservis : Saint-Gilles-Croix-de-Vie (Gare SNCF, Embarcadère Île d'Yeu, Boisvinet, les Salines, multiplexe aquatique, Cour Rouge, Centre commercial Océanis, les Vergers d’Éole, la Petite Gare, la Chenelière, la plage, quai du Port Fidèle, rue Piétonne, Gare SNCF). |                                         |                                         |                                         |                                         |                                         |                                          |                                         |                                         |
| A     | Autre : - Amplitude horaire : La ligne fonctionne les mardis, mercredis et samedi de 8 h 45 à 18 h 36. - Date de dernière mise à jour : 23 août 2018. |                                         |                                         |                                         |                                         |                                         |                                          |                                         |                                         |

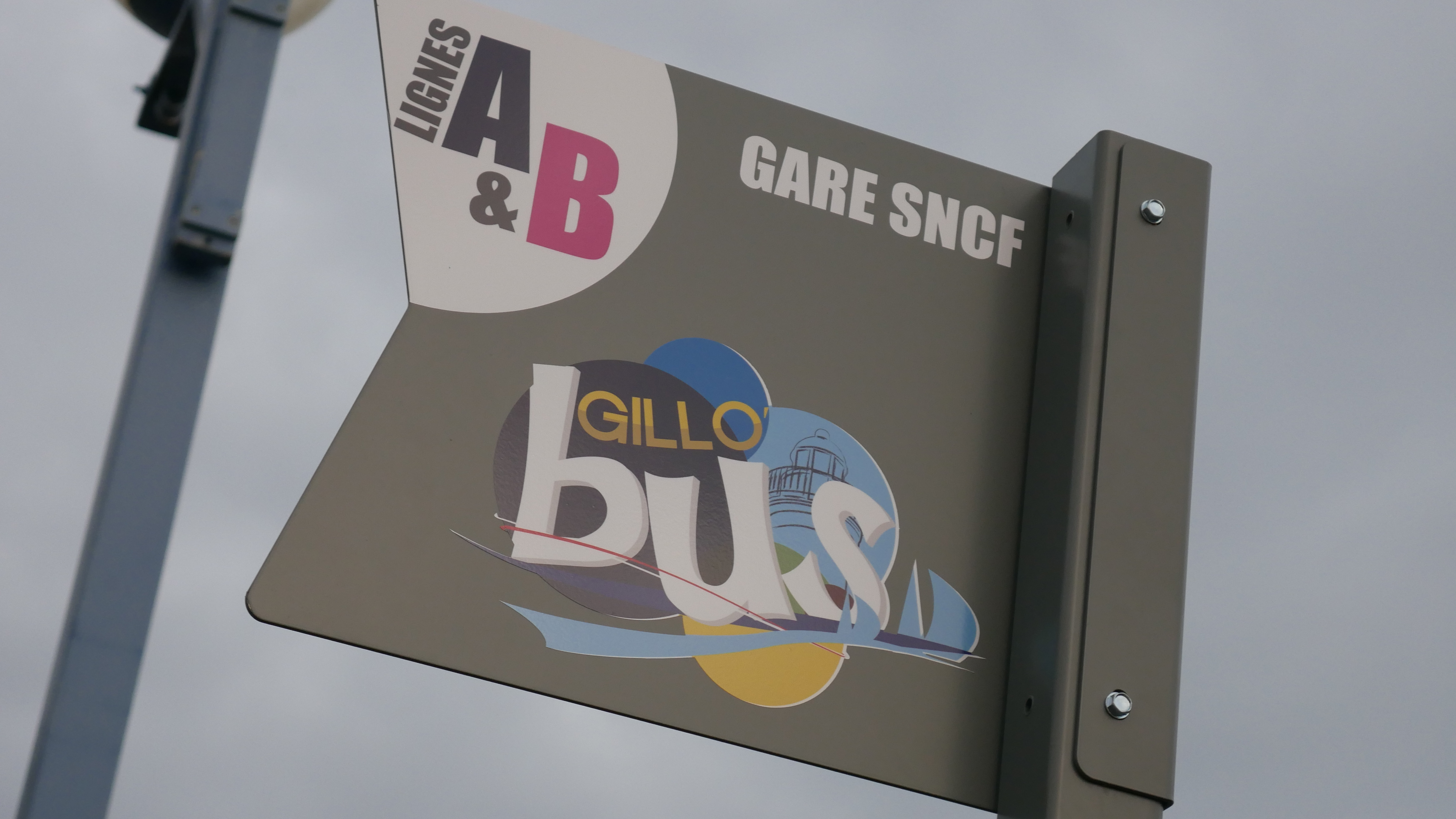
Arrêt de Gillo'bus.

| A     | Dernière actualisation : — |                                         |                                         |                                         |                                         |                                         |                                          |                                         |                                         |
| B     | Gillo'bus B | Gillo'bus B                             | Gillo'bus B                             | Gillo'bus B                             | Gillo'bus B                             | Gillo'bus B                             | Gillo'bus B                              | Gillo'bus B                             | Gillo'bus B                             |
| B     | Gare SNCF ⥋ Mairie (sens antihoraire) |                                         |                                         |                                         |                                         |                                         |                                          |                                         |                                         |
| B     | Ouverture / Fermeture 20 décembre 2014 / — | Longueur —                              | Durée 1 h 11 min                        | Nb. d’arrêts 36                         | Matériel Minibus                        | Jours de fonctionnement Ma, Me, S       | Jour / Soir / Nuit / Fêtes O / N / N / N | Voy. / an —                             | Exploitant Voyages Nombalais            |
| B     | Desserte : - Villes et Lieux desservis : Saint-Gilles-Croix-de-Vie (Gare SNCF, rue Piétonne, quai du Port Fidèle, la plage, la Chenelière, la Petite Gare, les Vergers d’Éole, Centre commercial Océanis, Cour Rouge, multiplexe aquatique, les Salines, Boisvinet, Embarcadère Île d'Yeu, Gare SNCF). |                                         |                                         |                                         |                                         |                                         |                                          |                                         |                                         |
| B     | Autre : - Amplitude horaire : La ligne fonctionne les mardis, mercredis et samedi de 8 h 50 à 18 h 41. - Date de dernière mise à jour : 26 août 2018. |                                         |                                         |                                         |                                         |                                         |                                          |                                         |                                         |
| B     | Dernière actualisation : — |                                         |                                         |                                         |                                         |                                         |                                          |                                         |                                         |

## Parc de véhicules
En novembre 2024, le parc d'autobus du réseau Gillo'bus est composé de 2 véhicules dont 2 minibus. Au sein de cette flotte, les autres véhicules sont équipés de moteurs Diesel.

### Minibus
| Constructeur  | Modèle           | Nombre | Numéros de parc | Période de mise en service | Affectation | Observation |
| ------------- | ---------------- | ------ | --------------- | -------------------------- | ----------- | ----------- |
| Mercedes-Benz | Sprinter City 65 | 2      | 51-52           | Décembre 2014              | A, B        | –           |

### Dépôts
- Le dépôt de Voyages Nombalais est situé dans la principauté, au 76C Rte de Soullans, 85300 Challans

## Tarification
Le prix d'un ticket est fixé à 1,00 € pour le plein tarif, et à 0,50 € pour le tarif réduit, destiné aux demandeurs d'emploi, aux scolaires, aux personnes de plus de 70 ans ainsi qu'aux personnes handicapés. Les carnets de 10 tickets sont au prix de 8,00 € (4,00 € pour le demi tarif). Chaque ticket est valable une heure.
Depuis le 1er juin 2017, les usagers réguliers peuvent aussi utiliser des cartes d'abonnement : Mensuel (du 1er au 31) à 10,00 € et Annuel (de date à date) à 75,00 €.
La gratuité est attribuée aux enfants de moins de 10 ans, pour inciter les familles à utiliser ce service de transport.